# Bezange-la-Grande
Bezange-la-Grande là một xã trong vùng Grand Est, thuộc tỉnh Meurthe-et-Moselle, quận Lunéville, tổng Arracourt. Tọa độ địa lý của xã là 48° 44' vĩ độ bắc, 06° 28' kinh độ đông. Bezange-la-Grande nằm trên độ cao trung bình là m mét trên mực nước biển, có điểm thấp nhất là 203 mét và điểm cao nhất là 311 mét. Xã có diện tích 17,24 km², dân số vào thời điểm 1999 là 182 người; mật độ dân số là 10 người/km². Xã nằm khoảng 20 km đông bắc của Nancy.

## Thông tin nhân khẩu
| 1962 | 1968 | 1975 | 1982 | 1990 | 1999 |
| ---- | ---- | ---- | ---- | ---- | ---- |
| 186  | 192  | 203  | 202  | 202  | 182  |